# Chorus (Venedig)
Chorus oder vollständig Chorus – Associazione per la chiese del patriarcato di Venezia ist eine Organisation zur Pflege und Erhaltung von über 15 Kirchen in Venedig. Die Vereinigung wurde 1998 gegründet.
Um die Kirchen zu besichtigen, wird ein Eintritt verlangt. Dieser kommt der Erhaltung der Kirchen zugute. Die Einwohner von Venedig haben freien Eintritt.

## Die Kirchen im Chorus
| Nr. | Kirche                                           | Ortsteil         | Beschreibung | Bild |
| --- | ------------------------------------------------ | ---------------- | --- | ---- |
| 1.  | Chiesa di Santa Maria del Giglio                 | San Marco Lage   | Die Kirche geht auf das 10. Jahrhundert zurück. Eine slawische Familie Jubanico, deren venezianische Dialektvariante Zobenigo lautet, besaß in der Gegend einen prunkvollen Palast und hat durch großzügige Stiftungen zum Bau der Kirche beigetragen, wodurch die Kirche ihren Namen erhielt. Der andere Name Santa Maria del Giglio hingegen bezieht sich auf die Lilien, die der Erzengel Gabriel für gewöhnlich in der Szene der Verkündigung an Maria in Händen trägt. |      |
| 2.  | Chiesa di Santo Stefano                          | San Marco Lage   | Die Chiesa di Santo Stefano ist eine katholische Pfarrkirche in Venedig. Sie liegt im Stadtteil San Marco am Campo Santo Stefano. In ihrer heutigen Form stammt die Kirche aus dem 15. Jahrhundert. |      |
| 3.  | Chiesa di Santa Maria Formosa                    | Castello Lage    | Santa Maria Formosa ist eine katholische Kirche in Venedig. Sie liegt im Stadtteil (Sestiere) Castello auf dem Campo Santa Maria Formosa. In ihrer heutigen Gestalt stammt sie aus der Renaissance-Zeit. |      |
| 4.  | Chiesa di Santa Maria dei Miracoli               | Cannaregio Lage  | Santa Maria dei Miracoli ist eine Kirche im Stadtviertel Cannaregio, Campo Santa Maria Nova, in Venedig und ist wegen ihrer charakteristischen Marmorverkleidung bekannt. |      |
| 5.  | Chiesa di San Giovanni Elemosinario              | San Polo Lage    | San Giovanni Elemosinario ist eine katholische Kirche in Venedig. Sie liegt im Sestiere San Polo bei den Fabbriche Vecchie im Rialto-Viertel. Die Kirche wurde im Jahr 1071, als der Campanile einstürzte, erstmals schriftlich erwähnt und stammt in ihrer heutigen Gestalt aus dem 16. Jahrhundert. |      |
| 6.  | Chiesa di San Polo                               | San Polo Lage    | Die Kirche geht auf eine Gründung aus dem 9. Jahrhundert zurück. Im Inneren befinden sich im Narthex der Kirche Bilder der vierzehn Stationen des Kreuzweges von Tiepolo. |      |
| 7.  | Basilica di Santa Maria Gloriosa dei Frari       | San Polo Lage    | Santa Maria Gloriosa dei Frari, auch Frarikirche oder venezianisch kurz Frari, ist eine Kirche in Venedig. Sie ist neben Zanipolo der größte und bedeutendste gotische Sakralbau Venedigs. Die Kirche ist gewidmet der Aufnahme Mariens in den Himmel. Sie ist ausgestattet mit zahlreichen hervorragenden Kunstwerken, darunter zwei Hauptwerken Tizians. 1926 erhielt sie den Ehrentitel einer päpstlichen Basilica minor.                                                |      |
| 8.  | Chiesa di San Giacomo dall’Orio                  | Santa Croce Lage | San Giacomo dall’Orio, auch San Giacomo del luprio, ist eine Kirche im Sestiere Santa Croce in Venedig. In der Kirche von San Giacomo dall’Orio ist das Grabmal eines der größten Maler der italienischen Kunstgeschichte, Giambattista Pittoni, erhalten, der am 6. November 1767 in Venedig starb. |      |
| 9.  | Chiesa di San Stae                               | Santa Croce Lage | San Stae ist eine am Canal Grande im Sestiere Santa Croce gelegene Kirche in Venedig. |      |
| 10. | Chiesa di Sant’Alvise                            | Cannaregio Lage  | |      |
| 11. | Chiesa di San Pietro di Castello                 | Castello Lage    | Die Kirche geht auf das 7. Jahrhundert zurück. Mit dem Neubau der Kirche wurde 1559 begonnen. Die Kirche war bis 1807 Kathedrale des Patriarchats Venedig. |      |
| 12. | Chiesa del Santissimo Redentore                  | Giudecca Lage    | Die Kirche wurde im 16. Jahrhundert von Andrea Palladio erbaut. |      |
| 13. | Chiesa di Santa Maria del Rosario (Gesuati)      | Dorsoduro Lage   | Die Kirche entstand im 18. Jahrhundert. Sie liegt auf den Fondamenta Zattere direkt am Canale della Giudecca. |      |
| 14. | Chiesa di San Sebastiano                         | Dorsoduro Lage   | Die Kirche wurde von 1505 bis 1546 erbaut. In der Kirche befindet sich ein großer Teil des Lebenswerks von Paolo Veronese. |      |
| 15. | Chiesa di San Giobbe                             | Cannaregio Lage  | |      |
| 16. | Sant’Isepo (Chiesa San Giuseppe di Castello)     | Castello Lage    | |      |
| 17. | Chiesa di San Vidal                              | San Marco Lage   | San Vidal (venezianisch für italienisch: San Vitale) ist eine ehemalige Kirche in Venedig im Stadtteil San Marco, die heute als Konzertsaal genutzt wird. |      |
| 18. | Chiesa di San Giacomo di Rialto (San Giacometto) | San Polo Lage    | San Giacomo di Rialto (San Giacometto), eine venezianische Kirche im Stadtteil San Polo, wurde ursprünglich im hohen Mittelalter, vermutlich im späten 11. oder frühen 12. Jahrhundert, erbaut. In der Literatur der Renaissance galt sie jedoch als ein Bau aus der Spätantike und wurde als das Vorbild von San Marco angesehen. Mit der legendären Grundsteinlegung im Jahre 421 sollte nach der Vorstellung der Renaissance die Stadt Venedig gegründet worden sein.    |      |

## Kirchen, die nicht mehr im Chorus sind
| Nr. | Kirche                         | Ortsteil        | Beschreibung                                                                             | Bild |
| --- | ------------------------------ | --------------- | ---------------------------------------------------------------------------------------- | ---- |
| 1.  | Chiesa della Madonna dell’Orto | Cannaregio Lage | Die gotische Kirche beherbergt wichtige Werke von Tintoretto und Giovanni Battista Cima. |      |